# Nuoto pinnato ai Giochi mondiali 2022 - 200 m superficie maschile
La gara dei 200 m superficie maschile di nuoto pinnato ai Giochi mondiali 2022 si è svolta il 9 luglio 2022 a Birmingham. Il programma non prevedeva turni preliminari ma solamente la finale.

## Risultati
| Pos | Atleta                      | Nazione   | Tempo   |
| --- | --------------------------- | --------- | ------- |
|     | Max Poschart                | Germania  | 1:19.87 |
|     | Alex Mozsar                 | Ungheria  | 1:20.03 |
|     | Adam Bukor                  | Ungheria  | 1:20.12 |
| 4   | Hugo Meyer                  | Francia   | 1:21.54 |
| 5   | Filip Latal                 | Rep. Ceca | 1:21.78 |
| 6   | Oleksii Zakharov            | Ucraina   | 1:21.96 |
| 7   | Juan Fernando Ocampo Lozada | Colombia  | 1:23.95 |
| 8   | Stefano Figini              | Italia    | 1:24.10 |